# Orphaned Land
Orphaned Land (engl. ‚verwaistes Land‘) ist eine Metal-Band aus Israel, welche die Elemente des Metal (hauptsächlich Death- und Doom-Metal-Elemente, aber auch Einflüsse anderer Genres) mit orientalischen Folk-Klängen vermischt. So ist es keine Seltenheit, dass orientalische Instrumente wie Oud, Darbuka, Kanun oder dementsprechende Perkussion, sowie Gesänge oder Chöre aus dem Nahen Osten zu hören sind. In den Texten werden die drei abrahamitischen Religionen behandelt: das Judentum, das Christentum und der Islam. Die Band setzt sich seit Anbeginn für ein friedliches Miteinander der drei Religionen ein.

## Geschichte
Gegründet wurde die Band im Jahre 1991 unter dem Namen Resurrection. Ein Jahr darauf wurde der Name in den jetzigen geändert, auch die musikalische Richtung der Band änderte sich zur Mischung orientalischer Klänge mit Metal. 1993 wurde ihnen ein Vertrag beim französischen Label Holy Records angeboten – den sie auch annahmen –, nachdem ihre Demo The Beloved’s Cry aufgenommen worden war. Ein Jahr darauf kam es zur Veröffentlichung ihres ersten offiziellen Albums, der LP Sahara, im Jahre 1996 wurde die zweite Langspielplatte präsentiert. Der Titel El Nor[r]a Alila ist ein Pijjut von Moses ibn esra, der beim Fest Jom Kippur vorgetragen wird, um Gott um Vergebung zu bitten.
1997 musste die Band wegen der angespannten Situation in Israel eine Pause auf unbestimmte Zeit einlegen. Im gleichen Jahr bekamen sie u. a. Verträge bei Nuclear Blast und Century Media angeboten, wobei sie sich für letzteren entschieden.
Nach der Pause wurden zuerst drei Konzerte gespielt, wobei fünf Akustik-Lieder der limitierten Ausgabe des dritten Albums als Bonus-CD hinzugefügt wurden. Dazu erschien 2004 noch eine EP mit dem Titel, der auch das Motto der drei Auftritte war, The Calm Before the Flood.
Das dritte Album Mabool – The Story of the Three Sons of Seven (mabūl ist der hebräische Name für die Sintflut) wurde schließlich zwischen Juli und Oktober 2003 aufgenommen und handelt von den „drei Söhnen der Sieben“, die sinnbildlich für Söhne von Judentum (symbolisiert durch eine Schlange), Christentum (Löwe) und Islam (Adler) stehen. In den abwechselnd in Englisch, Latein, Hebräisch und Jemenitisch-Arabisch gehaltenen Albumtexten wird die Geschichte der drei Engel der Sieben erzählt, wobei die Zahl Sieben für Gott steht. Aus Gott gingen drei Engel hervor, die für die drei abrahamitischen Religionen stehen. Diese drei Engel versuchen trotz des wütenden Glaubenskrieges weiteres Blutvergießen zu verhindern, scheitern jedoch daran und begegnen so dem „großen Sturm“, der das „sündige Land“ überzieht.
Im Jahr 2005 wurde die EP Ararat veröffentlicht. Im November desselben Jahres verließ Keyboarder Eden Rabin die Band.
Im Januar 2010 veröffentlichte die Band das Album The Never Ending Way of ORwarriOR; die anschließende Tour to OR-Shalem führte die Band im Herbst 2011 auch nach Europa.
Im Juni 2012 gab Gitarrist Matti Svatizky bekannt, dass er die Band aus persönlichen und beruflichen Gründen verlässt.
Im Juni 2013 erschien das sechste Studioalbum All Is One, das schon zusammen mit dem neuen Gitarristen Chen Balbus erstmals auch außerhalb Israels in Schweden und der Türkei aufgenommen wurde.
Für Aufsehen sorgte auch der Tourplan, bei dem die Band mit der palästinensischen Band Khalas auftritt. Die Band sagte dazu, sie wolle ein Zeichen setzen zur Völkerverständigung. 2014 gab Gitarrist Yossi Sassi seinen Ausstieg bekannt.
Im Dezember 2017 veröffentlichte die Band zusammen mit der deutschen Band Letzte Instanz eine Version ihres Songs Children.
Am 26. Januar 2018 wurde das sechste Studioalbum Unsung Prophets & Dead Messiahs veröffentlicht.

## Stil
Orphaned Land mischen die Wurzeln des frühen Death Metals, die vor allem noch in den gelegentlichen Growls von Kobi Farhi erkennbar sind, mit melodischem Progressive Metal und Einflüssen orientalischer Musik. Da sich Teile der Band auch vorübergehend in Indien und Asien aufgehalten haben, sind auch dortige Einflüsse mitgebracht worden und lassen sich im Sound der Band gelegentlich erkennen. Die Tonleitern und Harmonien wechseln manchmal innerhalb eines Songs zwischen westlichen und orientalischen Skalen. Die Härte der Titel hat eine große Dynamik, da die Band von lauten und hart verzerrten Metal-Songs bis zum ruhigen Folk alles verwendet und auch nicht vor Popeinflüssen zurückschreckt, was im Genre eher unüblich ist. Nach eigenem Bekunden betrachtet die Band Musik als ständige Recherche und lässt neben Metal private Hörgewohnheiten von pakistanischer Musik über türkischen Psychedelic Folk bis zu Industrial-Vorläufern wie den Einstürzenden Neubauten gleichberechtigt nebeneinander stehen.

## Diskografie

### Studioalben
- 1994: Sahara (Neuveröffentlichung bei Holy Records 2002)
- 1996: El Norra Alila
- 2004: Mabool – The Story of the Three Sons of Seven[11]
- 2010: The Never Ending Way of ORwarriOR
- 2013: All Is One
- 2018: Unsung Prophets & Dead Messiahs
- 2023: A Heaven You May Create

### Demos, EPs, Livealben
- 1993: The Beloved’s Cry (Demo; Neuveröffentlichungen: 1998 durch das Metal Invader Magazine aus Griechenland, 1999 durch M.D.M.A. Records aus Israel)
- 2002: The Calm Before the Flood (Live-EP)
- 2005: Ararat (EP)
- 2011: The Tour to OR-Shalem - Live at the Reading 3, Tel-Aviv (DVD/CD)
- 2015: Sukkot in Berlin (Live-EP)
- 2017: Orphaned Land & Friends 25th Anniversary (Compilation von bekannten und unveröffentlichten Liedern, live und neu aufgenommen mit befreundeten Künstlern zum 25-jährigen Bandjubiläum)

Dazu noch diverse Veröffentlichungen auf Samplern.

### Singles (Auswahl)
- 2010: Sapari
- 2013: All Is One
- 2013: Brother
- 2017: Children (mit Letzte Instanz)
- 2017: Like Orpheus
- 2018: The Cave